# マッケンジー郡 (ノースダコタ州)
マッケンジー郡（英: McKenzie County）は、アメリカ合衆国ノースダコタ州の西部に位置する郡である。2010年代に石油ブームによる人口増加が著しく、2020年国勢調査での人口は14,704人で、2010年の6,360人から131.19%もの増加率を記録し、州内はもとより、全米でも最も人口増加率の高い郡であった。郡庁所在地はワットフォードシティ市（人口6,207人）であり、同郡で最多の人口を抱える自治体でもある。

## 歴史
マッケンジー郡は、1883年にダコタ準州議会が創設したが、町ができなかったために1891年に一旦廃止された。1905年にノースダコタ州議会によって再設立され、郡政府は1905年4月20日に初めて組織化された。郡名はノースダコタ州初期の政治家アレクサンダー・マッケンジーに因んで名付けられた。郡庁所在地は1905年から1907年までアレクサンダー、1907年から1941年までシャファーにおかれ、その後にワットフォードシティに移され、現在に至っている。

## 地理
アメリカ合衆国国勢調査局に拠れば、郡域全面積は2,861平方マイル (7,410 km2)であり、ノースダコタ州の郡の中では最大である。このうち陸地は2,742平方マイル (7,102 km2)、水域は119平方マイル (308 km2)で水域率は4.16%である。
マッケンジー郡の景観は、郡北西隅のミズーリ川に沿ったテンサイ畑から、南部のセオドア・ルーズベルト国立公園やリトルミズーリ国立草原のあるリトルミズーリ川近くの岩だらけの悪地まで、多様な様相を呈している。2つの川の間の土地は広大なプレーリーであり、穏やかにうねる地形から岩の多い荒れた牧草地まである。郡の南東隅は隣接するダン郡のリトルミズーリ川に沿った悪地であり、野生生物、アメリカヤマナラシの林、およびバーオークの林が豊富であり、悪地の北向き斜面にはベイスギが所々に立っている。

### 主要高規格道路
- アメリカ国道85号線
- ノースダコタ州道22号線
- ノースダコタ州道23号線
- ノースダコタ州道58号線
- ノースダコタ州道68号線
- ノースダコタ州道73号線
- ノースダコタ州道200号線
- ノースダコタ州道1806号線

### 隣接する郡
- ウィリアムズ郡 - 北
- マウントレイル郡 - 北東
- ダン郡 - 南東
- ビリングス郡 - 南
- ゴールデンバレー郡 - 南西
- ウィボー郡 (モンタナ州) - 南西
- リッチランド郡 (モンタナ州) - 西

### 国立保護地域
- リトルミズーリ国立草原（部分）
- セオドア・ルーズベルト国立公園（部分）

## 人口動態
以下は2000年の国勢調査による人口統計データである。
| 基礎データ - 人口: 5,737人 - 世帯数: 2,151 世帯 - 家族数: 1,548 家族 - 人口密度: 1人/km2（2人/mi2） - 住居数: 2,719軒 - 住居密度: 0軒/km2（1軒/mi2） 人種別人口構成 - 白人: 77.36% - アフリカン・アメリカン: 0.07% - ネイティブ・アメリカン: 21.18% - アジア人: 0.05% - 太平洋諸島系: 0.02% - その他の人種: 0.14% - 混血: 1.19% - ヒスパニック・ラテン系: 1.01% 先祖による構成 - ノルウェー系：33.4% - ドイツ系：20.9% 年齢別人口構成 - 18歳未満: 30.6% - 18-24歳: 5.5% - 25-44歳: 23.3% - 45-64歳: 24.9% - 65歳以上: 15.7% - 年齢の中央値: 40歳 - 性比（女性100人あたり男性の人口） - 総人口: 100.7 - 18歳以上: 98.9 | 世帯と家族（対世帯数） - 18歳未満の子供がいる: 34.5% - 結婚・同居している夫婦: 57.9% - 未婚・離婚・死別女性が世帯主: 9.3% - 非家族世帯: 28.0% - 単身世帯: 25.8% - 65歳以上の老人1人暮らし: 13.1% - 平均構成人数 - 世帯: 2.64人 - 家族: 3.17人 収入と家計 - 収入の中央値 - 世帯: 29,342米ドル - 家族: 34,091米ドル - 性別 - 男性: 26,351米ドル - 女性: 20,147米ドル - 人口1人あたり収入: 14,732米ドル - 貧困線以下 - 対人口: 17.2% - 対家族数: 13.7% - 18歳未満: 22.1% - 65歳以上: 12.7% |

## 都市と町

### 都市
- アレクサンダー
- アーニガード
- ワットフォードシティ - 郡庁所在地

注: ノースダコタ州の法人化された自治体は、その大きさに拠らず全て「市」になる

### 国勢調査指定地域
- フォーベアーズビレッジ
- マンダリー

### その他の町
- カートライト
- シャルボノー
- グラッシービュート
- キーン
- ローソン
- シャファー

### 郡区
| - アレックス - アンテロープクリーク - アニガード - ブルービュート - チャーボン - エルムツリー | - グレイル - グラッシービュート - ホーキー - キーン - ランドルフ - リバービュー | - スー - トライ - ツインバレー - イエローストーン |

### 廃止された郡区
2002年1月1日に、エルク、ポーおよびウィルバー各郡区が一つになってトライ郡区ができた。